# M85
M85（也稱為NGC 4382）是一個位於后髮座的透鏡狀星系（一说为椭圆星系），是由皮埃爾·梅香（Pierre Méchain）於1781年所發現，為室女座星系團的成員。1960年12月30日有一顆超新星（1960R）被發現，亮度達到11.7等。

## 外部連結
- SEDS  Lenticular Galaxy M85
- WIKISKY.ORG: SDSS image, M85 （页面存档备份，存于）